# セルフレベリング
セルフレベリングとは、ボディーが荷重の増減や路面状況により上下に変位した際に、それ以前の地上高に自らのサスペンションの緩衝装置により修正することである。
乗車人数や積載量が変化するとサスペンションのばねのたわみ量が変化し、走行時の挙動や走破性に影響を与える。これを防ぐために、車高の変化（ばねの伸び縮み）を検出し、車両を本来の高さに調整する（戻す）仕組みがセルフレベリング機構である。
この条件を更に二分すると、基準位置より高くなっている場合には「位置のエネルギー」により低くすることは容易であるが、低い場合にはエネルギー源を必要とする。従って、セルフレベリングが出来る懸架システムは動力源を持っている必要があり、リアクティブ・サスペンションと呼ぶのが一般的である。
この用語はハイドロニューマチック・サスペンションで使用されることが多い。

## 解説
負荷積載時に車体が沈み姿勢変化をした際には、それを補正するためにサスペンション・シリンダー内のオイル量を増加させて、常に車高を一定に修正するセルフレベリング機構を備えている。
その制御は前後に各1個ずつ配置されたハイトコレクター・バルブで行われる。
これらのバルブには左右のサスペンション・シリンダーへのオイルライン1本とアキュムレータからの高圧オイルライン1本、リザーバー・タンクに帰るオイルライン1本の計3本が接続された3方向スライドバルブである。
このバルブの制御は、純粋に機械的なもので前後共にサスペンション・アームにあるアンチロール・バーの捻じれの平均値である中央部の変位を、ボディーに固定されたハイトコレクターのスライド・バルブに長いロッドで伝えている。4輪それぞれに装備されることは無い。
エネルギー源である高圧油圧がアキュムレータ内部に蓄油されていない時には修正不能である。
- ハイドラクティブ・サスペンションでは、車高計測センサー情報がセンター・コンピューター処理されて高圧油圧弁を開閉して制御する。
- エアサスペンションではエアバッグの容量を変化させて車高を一定に保つ機構によって、上記の修正を行う。
- その他の車種でも、後輪荷重の増加による車高維持の為に後サスペンションにのみ、この装置が使われている。